# Riuscirà il cav. papà Ubu?
Riuscirà il cav. papà Ubu...? Avventura con attori, burattini e canzoni è una miniserie televisiva italiana del 1971 in tre puntate, diretta da Vito Molinari e Beppe Recchia, liberamente ispirata ai personaggi creati da Alfred Jarry.

## Trama
Papà Ubù, con la complicità di capitan Mondezza, congiura per spodestare Venceslao, re di Livonia. I cospiratori hanno la meglio e uccidono tutti i componenti della famiglia reale. Si salva solo Scemolao, il figlio minore, che riesce a rifugiarsi in montagna. Ubù, proclamato nuovo re, organizza grandi festeggiamenti.
Papà Ubù, ora re, riorganizza lo Stato con un unico scopo: ottenere più denaro possibile nel minor tempo possibile. Quindi sopprime tutti i nobili e confisca i loro beni, riforma il sistema fiscale, licenzia i magistrati e diviene unico giudice, si impadronisce della televisione. Molti sudditi, esasperati, raggiungono Scemolao in montagna e organizzano la resistenza. Intanto Ubù fa imprigionare capitan Mondezza, che riesce a scappare e si rifugia dallo zar Alessio. Alessio dichiara guerra a Ubù.
Ubù, consegnate le chiavi del tesoro a mamma Ubù, parte per la guerra. Durante la battaglia Ubù scappa mentre i seguaci di Scemolao si impadroniscono della capitale e del tesoro, costringendo mamma Ubù alla fuga. Papà e mamma Ubù trovano riparo su una nave di pirati turchi che li portano in schiavitù a Costantinopoli. Il sultano Solimano, pur sapendo che Ubù è suo fratello minore rapito anni prima, concede ai coniugi Ubù una nave cacciandoli dal paese.

## Critica
Questo musical con attori e burattini ebbe risconti negativi da parte dei critici televisivi dell'epoca: «...buffoneria un po' modesta...», «La interpretazione [degli attori] ha subito uno scadimento di puntata in puntata: forse non era nemmeno tutta colpa degli attori. La regia di Vito Molinari non ha avuto modo di farsi particolarmente notare. Eccellenti invece le musiche di Pino Calvi.».
Secondo Maurizio Costanzo, in un'intervista del 2019: «Non andò bene perché era un pochino sofisticato».